# Café philosophique
 (juin 2024).
Si vous disposez d'ouvrages ou d'articles de référence ou si vous connaissez des sites web de qualité traitant du thème abordé ici, merci de compléter l'article en donnant les références utiles à sa vérifiabilité et en les liant à la section « Notes et références ».
Un café philosophique est une discussion philosophique ouverte à tous, organisée dans un café ou dans un autre lieu public. Un café-philo n’est pas une conversation informelle dans un bistrot où l’on « refait le monde », comme son nom pourrait le laisser croire, mais plutôt une séance de discussion organisée, avec un horaire bien précis, un sujet choisi et un animateur compétent. Le sujet est souvent décidé en commun au début de la séance, sur une liste de propositions des participants. 
Tout le monde peut y participer, entrer et sortir à sa guise, ce qui a contribué à démythifier la philosophie et encourager des milliers de participants à approfondir leur réflexion, à renouer avec la lecture philosophique et à prendre la parole en public.

## Principes
L’esprit qui règne dans un café-philo est celui de tolérance, d’ouverture et de pluralisme, ce qui en fait une pratique propre à des sociétés démocratiques. Le fondateur Marc Sautet tenait à ce que la philosophie reprenne sa place au milieu des débats de la société contemporaine, comme instrument de pensée critique et de liberté, favorisant la vigilance et la lucidité chez des citoyens responsables. C’est pourquoi aussi chaque café-philo est autonome et aucune institution, parti ou secte n’a jamais pu s’en emparer pour en faire un instrument idéologique ou de recrutement, malgré plusieurs tentatives, aucune association n’a pu, non plus, se prévaloir de fédérer ces lieux, plutôt autogérés, ni ses animateurs, plutôt libertaires et farouchement indépendants.
Cette pratique innovante s’est imposée de fait et cela a donné à la langue une nouvelle expression : « café-philo », qui, au moins en France, est venue signifier une sorte de dispositif de discussion, expression pouvant aussi s’appliquer à des séances dans d’autres lieux que des cafés, comme des bibliothèques, des médiathèques, centres culturels, maisons des jeunes, foyers d’immigrés, maisons d’accueil pour SDF et, même, séminaires d’entreprise. 
Elle est prisée par des agents culturels et acteurs sociaux, car elle stimule la prise de parole responsable, l’esprit de dialogue et le débat citoyen. Elle se pratique jusque dans des prisons ; de même, entreprises et collectivités locales proposent des cafés-philo lors des séminaires de formation.
Le phénomène café-philo, parce qu’il est né à Paris, a pu être mis en rapport avec les salons littéraires du XVIIIe siècle et aussi avec l’époque où Sartre et ses amis tenaient des réunions dans les cafés du Quartier latin, mais ce ne sont là que des précédents prestigieux pour un phénomène bien différent. L’élément commun, en dehors de celui de Paris, serait un certain goût de l’expression orale, du bon l’usage de la parole et une certaine culture de la rhétorique.

## Historique

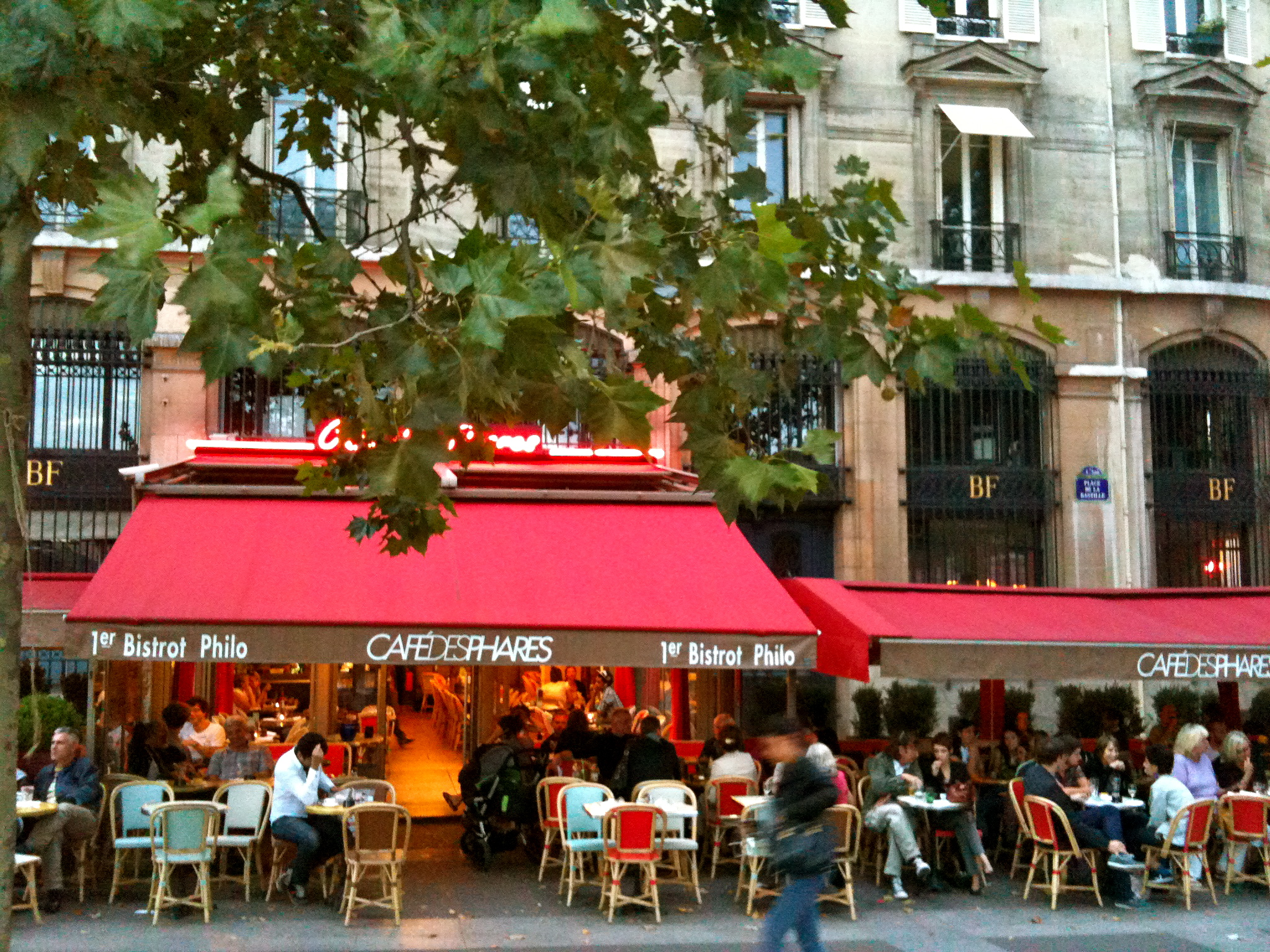
Le Café des Phares, 7 place de la Bastille, Paris.

Marc Sautet est décédé en 1998, mais le café-philo du Café des Phares existe toujours, animé par une équipe qui se relaie. Des séances ont lieu tous les dimanches matin de l’année et l’endroit est devenu une véritable institution parisienne, avec une moyenne entre 80 et 100 personnes chaque dimanche de l’année, recevant, de temps en temps des personnalités du monde intellectuel, comme Edgar Morin ou des universitaires de renom comme Christian Godin, ainsi que, régulièrement, la visite de journalistes et de curieux du monde entier. Le Café des Phares s'est récemment doté d'un site web qui propose des archives audio des débats, des articles écrits et commentés par les participants ainsi que plusieurs forums de discussion.
Après une période de fort développement (1995 – 1998), de présence médiatique et même de mode, le phénomène semble se stabiliser. Beaucoup de ces cafés-philo créés un peu à la hâte ont disparu, d’autres se sont consolidés depuis : Le Bastille, (aussi pl. de la Bastille), le Forum 104 (104, rue de Vaugirard à Paris 6e), ainsi que de nombreux autres en province (ou certains durent aussi depuis des longues années, comme à Poitiers, Narbonne et Montpellier (créé en décembre 1995 par Colette Djaffo qui l'anima pendant 3 ans tous les jeudis soir, depuis ce café-philo se scinda et l'un d'eux se nomme le Café de la Libre Parole et est toujours en fonctionnement) et dans les pays francophones avant de devenir véritablement un phénomène international.
Des idées proches ont fait leur apparition, avec un succès diversement apprécié. Notons par exemple le « ciné-philo » au cinéma L’Entrepôt, à Paris 14e, où le débat de café-philo est précédé d’un film choisi pour son intérêt philosophique. Cette manière de faire rappelle les cinés-débat, apparus vers 1950.
Il existe aussi des cafés « psycho », cafés « socio » ou cafés théologique, réunissant des gens qui veulent discuter librement des sujets qui les intéressent. Ceux-ci peuvent se dérouler à la manière d'un café-philo ou s’apparenter à la conférence ou au salon littéraire, avec un intervenant invité que l'auditoire interroge à la fin de sa prestation. A Nantes il existe un café-psycho depuis 2002 animé par Caty Rocheteau.

## Une approche spécifique du débat
L’esprit du café-philo est plutôt de mettre en valeur les interventions du « public » lui-même, sans exposé de départ ni intervenant privilégié. Il s’agit d’inviter les gens à aller plus loin dans leurs propres réflexions. À l'occasion cependant, une courte introduction de départ permet de poser quelques éléments pour un débat. Dans ce sens, le rôle de l’animateur s’avère important, il est préférable qu'il ait des compétences diverses : une formation en philosophie ou un parcours philosophique évident (quelle que soit l'origine de sa philosophie ou de sa formation), une grande ouverture d’esprit, des connaissances réelles ou un savoir-faire naturel lié à la dynamique de groupes. Dans le meilleur des cas, il aura de l’écoute et une attention pour organiser et mettre en relation les multiples contributions des participants, il veillera aussi, dans la mesure du possible, à limiter une dispersion totale de la discussion et la multiplication des hors sujets. L’animateur aura recours au questionnement philosophique, à la maïeutique chère à Socrate et, un peu comme il la pratiquait dans les dialogues de Platon, l'animateur s’efforce de pousser les participants à aller au-delà de la doxa ou des préjugés pour s’approcher d'une pensée argumentée. 
C'est un avantage si cet animateur est en mesure de comprendre les grands enjeux du sujet choisi, de faire des recadrages et notamment une synthèse finale. Mais cette dernière peut être laissée libre à tout autre participant en raison même de la philosophie de ces réunions où la validité de l'argument l'emporte sur le statut de celui qui argumente. En ce sens, l'animateur doit savoir mettre en valeur des raisonnements ou connaissances qui seraient plus pertinents que les siens propres. 
Il va de soi que l'animateur ne doit pas prendre parti en matière politique, religieuse ou éthique s'il ne veut pas perdre sa crédibilité en tant que modérateur neutre. Il veillera au contraire à souligner les contrastes, à inciter les participants à s’exprimer sans autocensure, il veillera à la qualité critique des arguments en même temps qu'à une attitude respectueuse entre les personnes et à une distribution équitable de la parole. Il est, en ce sens, autant un facilitateur de la parole comme celui d'une raison qui se veut explicative de son raisonnement. Le débat est porté sur la critique des idées et non sur celle des personnes.
Une certaine variété de formule existe dans les cafés-philo. D’aucuns chargent des participants de certains rôles : présentation du sujet, distribution de la parole, synthèse finale ; certains préfèrent démarrer la discussion à partir de la lecture d’un texte, d’autres, d’une citation, même d’une image ; des disputations comme dans les facultés de théologie au Moyen Âge ont été organisées au Café des Phares de Paris.
Un apport important à la réflexion sur ce phénomène a été menée par le pédagogue Michel Tozzi, créateur du café-philo de Narbonne, dans le CRDP de Montpellier et à la revue Diotime l’Agora. À noter les cafés-philo de Bruxelles où l’un des premiers cafés-philo hors de France a été fondé. L'un des plus récents est le café-philo créé en mars 2011 dans la ville russe d'Ekatérinbourg par l'écrivain Emmanuel Tugny. Depuis 2017 chaque année, des cafés-philo sont organisés au Chili, dans le Festival "Puerto de Ideas" de Valparaiso, animés para Daniel Ramirez.   

## Controverses
De nombreux intellectuels se sont montrés critiques envers cette manière quelque peu spontanée de faire débat, la considérant superficielle. D'autres, au contraire, l'ont défendu à l'instar d'Edgar Morin qui rappelle que dans l'Agora, durant la Grèce Antique, la philosophie était affaire de dialogues et d'échanges avec tout un chacun. La philosophie débuterait avec la capacité à s'interroger selon les uns, elle serait affaire de discipline et de connaissance de son histoire selon les autres. Mais tous les philosophes s'accordent sur le fait que définir la philosophie relève d'un exercice philosophique. 
Aujourd'hui, force est de constater que les questions philosophiques, la recherche de sens se sont emparées de nos sociétés, le sociologue Émile Durkheim y verrait[réf. nécessaire] les symptômes d'une anomie à l'œuvre. Le désir de s'interroger témoigne précisément d'une modernité mondialisée qui, en entraînant une perte de repères (perte des normes), pousse les individus et les sociétés à s'interroger sur ce qui a du sens aujourd'hui.